# Bertil Hult
Bertil Eric Hult, född 10 februari 1941 i Stockholm, är en svensk affärsman och grundare av utbildnings- och språkreseföretaget EF Education First. Den amerikanska ekonomiskriften Forbes rankar Hult som den sjunde rikaste svensken och världens 316:e rikaste med en förmögenhet på 4,1 miljarder amerikanska dollar.

## Biografi
Hult är född i Stockholm. Bertil Hult lider av dyslexi vilket påverkade hans skolgång. Efter realexamen började han arbeta på Stockholms Enskilda Bank som springpojke och tog så småningom studentexamen som privatist. Bertil Hult har grundat Bertil Hults Stiftelse för att främja förståelse för dyslexi i svenska grundskolor. I februari 2009 framträdde han i Kunskapskanalen, där han berättade om sitt liv som dyslektiker.

### EF Education First
Hult grundade EF 1965 i Lund och företaget hade då en anställd. Företaget expanderade snabbt internationellt. År 1971 flyttade han från Sverige till Tyskland och 1977 etablerade han EF:s huvudkontor i Luzern i Schweiz. Han var bolagets VD fram till 2002 och styrelseordförande fram till 2008. Under Bertil Hults och den övriga familjens ledning har EF växt till ett företag som 2019 hade 52 000 anställda i 54 länder och en omsättning på flera miljarder dollar.
Förutom språkskolor driver EF en online-skola, au pair-verksamhet samt arrangerar utbildningsresor och utbytesprogram. Hult International Business School, tidigare Arthur D. Little School of Management, är numera namngiven efter honom.
EF Education First är helägt av Hult och hans familj.
Hult är delvis pensionerad och två av hans fyra söner är aktiva i företaget. Hans äldsta son Philip (född 1970) är styrelseordförande, medan hans tredje son Eddie (född 1978) är VD för EF:s nordamerikanska verksamhet.

## Utmärkelser
År 2006 blev Hult vald till Årets svensk i världen och 2012 tilldelades han the Lucia Trade Award av Svensk-Amerikanska Handelskammaren i New York för sitt bidrag till att främja frihandel mellan Sverige och USA.

## Ideellt arbete
År 1993 var han en av grundarna av Mentor Foundation International och senare Stiftelsen Mentor i Sverige. Dessa stiftelser fokuserar på att stödja forskning och andra initiativ mot ungdomars drogmissbruk.
Han sponsrar också the Hult Prize, Hultpriset, en tävling för studenter som arrangeras av Hult International Business School och Clinton Global Initiative. Familjen Hult har grundat EF Global Classroom Foundation, vars mål är att hjälpa till att bygga eller återuppbygga grundskolor i fattiga och olycksdrabbade områden.

## Seglingsintresset
Hult är en hängiven seglare och hans båt, EF Language, med skeppare Paul Cayard vann det sista Whitbread Round the World Race 1998.
Efter bröllopet mellan kronprinsessan Victoria och Daniel Westling lånade Hult ut sin segelyacht Erica XII till paret för deras bröllopsresa.